# Гайз-Міллс (Пенсільванія)
Гайз-Міллс (англ. Guys Mills) — переписна місцевість (CDP) в США, в окрузі Кроуфорд штату Пенсільванія. Населення — 128 осіб (2020).

## Географія
Гайз-Міллс розташований за координатами 41°37′51″ пн. ш. 79°58′33″ зх. д. / 41.63083° пн. ш. 79.97583° зх. д. (41.630796, -79.975910).  За даними Бюро перепису населення США в 2010 році переписна місцевість мала площу 0,40 км², уся площа — суходіл.

## Демографія
Згідно з переписом 2010 року, у переписній місцевості мешкали 124 особи в 29 домогосподарствах у складі 23 родин. Густота населення становила 309 осіб/км².  Було 37 помешкань (92/км²).
Расовий склад населення:
| - 96,8 % — білих - 0,8 % — чорних або афроамериканців |

До двох чи більше рас належало 2,4 %. Частка іспаномовних становила 0,8 % від усіх жителів.
За віковим діапазоном населення розподілялося таким чином: 17,7 % — особи молодші 18 років, 71,0 % — особи у віці 18—64 років, 11,3 % — особи у віці 65 років та старші. Медіана віку мешканця становила 27,3 року. На 100 осіб жіночої статі у переписній місцевості припадало 79,7 чоловіків;  на 100 жінок у віці від 18 років та старших — 82,1 чоловіків також старших 18 років.
Середній дохід на одне домашнє господарство  становив 57 348 доларів США (медіана — 47 188), а середній дохід на одну сім'ю — 57 348 доларів (медіана — 47 188). За межею бідності перебувало 7,5 % осіб, у тому числі 16,7 % дітей у віці до 18 років та 0,0 % осіб у віці 65 років та старших.
Цивільне працевлаштоване населення становило 50 осіб. Основні галузі зайнятості: виробництво — 34,0 %, освіта, охорона здоров'я та соціальна допомога — 30,0 %, мистецтво, розваги та відпочинок — 18,0 %, науковці, спеціалісти, менеджери — 14,0 %.